# Стефан (архиепископ Охридский и Македонский)
Архиепископ Стефан (в миру Стоян Веляновский, макед. Стојан Вељановски; род. 1 мая 1955, Добрушево, Могила) — епископ Македонской православной церкви, с 10 октября 1999 года её предстоятель с титулом: «Блаженнейший Архиепископ Охридский и Македонский и митрополит Скопский».

## Биография
Родился 1 мая 1955 года в селе Добрушево на юге Социалистической Республики Македония в патриархальной православной македонской семье, будучи шестым ребенком своих благочестивых родителей Тале и Стоянки.
Окончив основную школу, осенью 1969 года он поступил в македонскую православную семинарию святого Климента Охридского в Драчеве, которую он успешно завершил в 1974 году. В том же году поступил на богословский факультет Белградского университета, который окончил в 1979 году.
В том же году вернулся в Македонию и решением Синода Македонской православной церкви назначен учителем в православную семинарию Климента Охридского в Драчеве.
В 1980 году зачислен в аспирантуру экуменическо-патристического Института святого Николая в Бари, Италия, в которой специализировался на патристике и византологии, где он получил степень магистра в 1982 году.
По возвращении в Югославию, с 1982 по 1987 годы был профессором по кафедре Ветхого Завета и патрологии на православном богословском факультете Скопского университета.
2 июля 1986 года был пострижен в монашество в охридском монастыре Святого Наума, 3 июля рукоположён в сан иеродиакона, а 6 июля — в сан иеромонаха.
12 июля 1986 года хиротонисан во епископа Злетовско-Струмичского с возведением в сан митрополита. В городе Штип отслужил панихиду по национальному герою Тодору Александрову.
В последующие годы был деканом богословского факультета Скопийского университета, пресс-секретарём Синода Македонской православной церкви, главным редактором церковной газеты «Црковен Живот» и главным секретарём архиепископа Охридского и Македонского.
С 1987 по 1989 годы временно управлял Американско-Канадской епархией.
В 1989 году Злетовско-Струмичская епархия, которую он возглавлял, была разделена на Брегалнишскую во главе с митрополитом Стефаном и Струмишскую во главе с митрополитом Гораздом (Димитриевским).
В 1990 году назначен ректором православной семинарии в Скопье.
На церковно-народном соборе, состоявшемся 9 октября 1999 года в соборном храме Святой Софии в Охриде, был избран и 10 октября настолован как пятый глава неканонической Македонской православной церкви, и с тех пор он исполнял обязанности архиепископа Охридского и Македонского.
11 мая 2015 года встретился с патриархом Болгарским Неофитом в кафедральном Александро-Невском соборе в Софии.
9 мая 2022 решением Священного синода Константинопольской православной церкви признана в качестве поместной церкви на территории Северной Македонии, избегая при этом называть её Македонской православной церковью: было объявлено о принятии в общение «иерархии, духовенства и мирян под архиепископом Стефаном».
10 мая 2022 года Синод Македонской православной церкви заявил о продолжении диалога с Сербской церковью и 16 мая Синод МПЦ опубликовал соответствующее сообщение. 16 мая 2022 года Синод Сербской церкви постановил, что по получении Акта от Синода МПЦ, в котором приемлется статус, данный ей Сербской патриархией в 1959 году, «устранены причины прерывания литургического и канонического общения, вызванные односторонним провозглашением автокефалии в 1967 году»; СПЦ извещала, что устанавливает полное литургическое общение с МПЦ, благодаря решению Священного синода Сербской православной церкви признать канонический статус Македонской православной церкви.
19 мая 2022 года патриарх Сербский Порфирий и архиепископ Стефан служили «литургию примирения» в соборном храме Святого Саввы в Белграде. Патриарх Порфирий приветствовал архиепископа Стефана и духовенство МПЦ словами: «Как звенят колокола Святосавского храма, так и наши сердца бьются от радости в этот благословенный день. Добро пожаловать, дорогие братья! Добро пожаловать брат архиепископ Стефан и владыки. Добро пожаловать в сообщество любви, вы и весь ваш боголюбивый народ. Мы братья и только братья!»
24 мая 2022 года, в день памяти святых Кирилла и Мефодия, на второй совместной литургии Сербских и Македонских архиереев в кафедральном соборе в Скопье патриарх Сербский Порфирий объявил о единогласном решении Синода Сербской православной церкви о даровании канонической автокефалии Македонской православной церкви — Охридской архиепископии под предстоятельством архиепископа Стефана.
5 июня 2022 года в кафедральном храме Архангела Михаила в Белграде патриарх Сербский Порфирий вручил архиепископу Стефану томос, подтверждающий автокефалию Македонской православной церкви — Охридской архиепископии. Архиепископ Охридский и Македонский Стефан поблагодарил патриарха Сербского Порфирия, назвав случившееся «событием исключительной значимости» не только для Македонской православной церкви — Охридской архиепископии, но и для всего Православия.
9 июня 2022 года на вечернем богослужении в Монастыре Валукли в Стамбуле патриарх Константинопольский Варфоломей передал архиепископу Охридскому и Македонскому Стефану патриарший и синодальный акт о принятии Церкви Северной Македонии в литургическое и каноническое единство. Акт о принятии в каноническое единство «стал ответом Фанара на соответствующее прошение, с которым четыре года назад обратился к ним Синод МПЦ». На Фанаре объявили, что Македонская Церковь отныне будет именоваться Охридской, «имея в виду область ее владения в пределах государства Северная Македония». При этом за Сербской Православной Церковью оставлено право урегулировать административные вопросы, существующие между ней и Церковью в Северной Македонии, «в рамках святого канонического порядка и церковной традиции».
12 июня 2022 года патриарх Варфоломей и архиепископ Стефан сослужили литургию в соборном храме святого Георгия на Фанаре.
21 июня 2022 года Священный Синод Болгарской православной церкви возобновил евхаристическое общение с Македонской Церковью: «Болгарская Православная Церковь — Болгарский Патриархат с благодарностью к Богу и духовной радостью приветствует решение о снятии схизмы и вступает в каноническое и евхаристическое общение с Православной Церковью Северной Македонии. Вопрос об имени Православной Церкви Северной Македонии предстоит рассмотреть».
25 августа 2022 года Священный Синода Русской православной церкви постановил: «Признать Македонскую Православную Церковь — Охридскую Архиепископию автокефальной Церковью-Сестрой и вписать имя ее Предстоятеля Блаженнейшего Архиепископа Охридского и Македонского Стефана в священные диптихи».
18 октября 2022 года Священный синод Антиохийской православной церкви заявил: «Отцы возблагодарили Бога, выразив радость за возвращение Православной Церкви в Республике Северная Македония к евхаристическому общению со Вселенской Православной Церковью. Они также выразили надежду на скорейшее достижение общего православного консенсуса в отношении названия и правового статуса этой Церкви».
25 октября 2022 года Архиерейский Собор Польской православной церкви, состоявшийся под руководством митрополита Варшавского и всея Польши Саввы, признал каноничность Македонской православной церкви..
13 декабря 2022 года Священный синод Болгарской Православной Церкви признал автокефалию, которую Сербская Православная Церковь предоставила Церкви Северной Македонии. Болгарский Патриархат признал каноничным томос, выданный Патриархом Порфирием Церкви Северной Македонии, однако, Синод БПЦ считает, что она должна называться «Православная Церковь в Республике Северная Македония».
7 февраля 2023 года Священный синод Православной церкви Чешских земель и Словакии признал автокефалию, предоставленную Сербской православной церковью «Православной Церкви Северной Македонии».
9 февраля 2023 года Священный синод Румынской православной церкви утвердил признание автокефалии Македонской православной церкви, постановив именовать её «Архиепископство Охридское и Северной Македонии со штаб-квартирой в Скопье», а предстоятеля − «Блаженнейший Стефан, архиепископ Охридский, Скопский и Северо-Македонский».
14 февраля 2023 года Священный синод Грузинской православной церкви постановил вступить в евхаристическое общение с «Православной Церковью в Северной Македонии во главе с Блаженнейшим Архиепископом Стефаном (Веляновским)».
23 февраля 2023 года Священный синод Албанской православной церкви заявил, что «с радостью приветствует решение Священного Синода Вселенского Патриархата от мая 2022 года» и принимает в евхаристическое общение Охридскую церковь в пределах территории государства Северной Македонии, но «ожидает определённого урегулирования статуса автокефалии и точного названия новой поместной церкви».